# Alberto Oliverio
Alberto Oliverio (Catania, 1º dicembre 1938) è un medico e biologo italiano, fra i maggiori studiosi di psicobiologia e neuroscienze.

## Biografia e carriera
Dopo essersi laureato, nel 1962 a Roma, in Medicina e Chirurgia, ha continuato gli studi e le ricerche lavorando in diversi istituti universitari e centri di ricerca, italiani e stranieri, perfezionandosi nelle scuole di grandi biologi e psicologi.
Dal 1963 al 1964, lavora al Laboratorio di chimica terapeutica dell'Istituto Superiore di Sanità, diretto da Daniel Bovet, quindi è fellow presso l'Istituto di Fisiologia del Karolinska Institute di Stoccolma (diretto da U.S. von Euler) fino al 1965, quando assume il ruolo di assistente, mantenendolo fino al 1967, sia al Dipartimento di Farmacologia che al Brain Research Institute (lavorando con J.D. French) dell'Università della California a Los Angeles, nonché al Center for Neurobiology of Learning and Memory dell'Università della California a Irvine (con J.L. McGaugh).
Dal 1967 al 1968, è assistente di Bovet all'Istituto di Farmacologia dell'Università di Sassari, quindi è visiting scientist dapprima – nel 1969 – presso il Regional Primate Research Center dell'Università del Wisconsin, a Madison, collaborando con Harry F. Harlow, poi – nel 1972 e nel 1974 – presso il Jackson Laboratory del Maine (USA).
Nel 1970, è incaricato di tossicologia alla Facoltà di Medicina e Chirurgia dell'Università di Sassari, nonché direttore di ricerca del Laboratorio di Psicobiologia e Psicofarmacologia del CNR, quindi, dal 1973, incaricato di psicologia animale, metodologia di ricerca e psicologia fisiologica alla Facoltà di Magistero dell'Università di Roma, La Sapienza, fino al 1976, quando diviene ordinario di psicobiologia presso la Facoltà di Scienze della stessa università, fino al 2012, anno in cui entra in quiescenza, quindi nominato professore emerito.
Ha, tra l'altro, insegnato alla LUMSA di Roma, dal 1999 al 2001, all'Università di Chieti, dal 2000 al 2002, neuroscienze all'Università Pontificia Salesiana di Roma dal 2009 al 2018, ancora incaricato di psicobiologia all'Università di Roma, La Sapienza, dal 2013 al 2018.
È stato direttore dell'Istituto di Psicobiologia e Psicofarmacologia del CNR di Roma, dal 1976 al 2002. Ha inoltre diretto, dal 2007 al 2009, il Centro Ricerca in Neurobiologia "Daniel Bovet" (CRiN) de La Sapienza.
È stato presidente della Società Italiana di Etologia, della Società Italiana di Neuroetica, dell'Istituto Italiano di Antropologia, della Società Italiana di Neuroscienze e Filosofia delle Scienze, nonché membro della Académie Européenne Interdisciplinaire des Science di Parigi.
Autore di oltre 400 pubblicazioni scientifiche e di numerosi testi universitari e non, si è prevalentemente occupato delle basi biologiche del comportamento, con particolar riguardo all'azione degli psicofarmaci e delle sostanze psicoattive e psicotrope, nonché alla psicobiologia dello stress. Si è poi interessato dei rapporti che intercorrono tra lo sviluppo ed il funzionamento cerebrale (in riferimento alle strutture corticali e sottocorticali) ed i fattori genetici, con particolare attenzione ai processi di apprendimento e di memoria. Ha, in particolare, elaborato un modello neuropsicobiologico della dinamica dello stress.
Invitato, come relatore, a numerosi congressi nazionali e stranieri organizzati nell'ambito della biologia del comportamento (individuale e collettivo) e delle neuroscienze, fa parte del comitato editoriale di numerose riviste scientifiche italiane e straniere, nonché collabora col Corriere della Sera, col Messaggero e con la rivista Mind.
Neurobiologo di rilevanza internazionale, assieme alla moglie, Anna Oliverio Ferraris, già ordinario di psicologia dell'età evolutiva a La Sapienza di Roma, ha scritto molti, apprezzati testi divulgativi e specialistici, che spaziano dalla psicologia e la biologia, alla pedagogia e le neuroscienze.
Nel 2017, gli è stato assegnato il Premio "Antonio Feltrinelli" (per Letteratura e Scienze) da parte dell'Accademia Nazionale dei Lincei.

## Opere
- Lo sviluppo comparato del comportamento (con Anna Oliverio Ferraris), Editore Boringhieri, Torino, 1974.
- Psicologia. Basi biologiche, sviluppo, ambiente (con Anna Oliverio Ferraris), Zanichelli, Bologna, 1976.
- Maturità e vecchiaia, Feltrinelli, Milano, 1977.
- Genetics, Environment and Intelligence (Editor), North-Holland Publishing Company, Amsterdam, 1977.
- Maschio/Femmina. Biologia, psicologia, sociologia nel comportamento sessuale (con Anna Oliverio Ferraris), Zanichelli, Bologna, 1978.
- La società solitaria, Editori Riuniti, Roma, 1979.
- I farmaci del cervello. Droghe e psicofarmaci, Classeunica N. 206, ERI, Roma, 1980.
- Come nasce un conformista. Le madri, i padri, la scuola, la società, l’amore, la malattia, le amicizie, lo Stato nella genesi dei comportamenti, Editori Riuniti, Roma, 1980.
- Cervello e comportamento, Newton Compton, Roma, 1981.
- Biologia e comportamento, Zanichelli, Bologna, 1982.
- Saper invecchiare, Libri di Base, Editori Riuniti, Roma, 1982.
- I ritmi della vita, Libri di base, Editori Riuniti, Roma, 1983.
- L'alba del comportamento umano (con Anna Oliverio Ferraris), Laterza, Roma-Bari, 1983.
- The Behaviour of Human Infants (Edited with Michele Zappella), Plenum Press, New York, 1983.
- Le scienze: letture di chimica e biologia, Laterza, Roma-Bari, 1984.
- La materia e i numeri: letture di fisica e matematica, Laterza, Roma-Bari, 1984.
- Lo spazio e il tempo: letture di fisica, Laterza, Roma-Bari, 1984.
- Storia naturale della mente. L'evoluzione del comportamento, Boringhieri, Torino, 1984.
- La scienza e l'immaginario, Editori Riuniti, Roma, 1986.
- Alfabeto della mente. Biologia e comportamento, Edizioni Dedalo, Bari, 1986.
- L'evoluzione del cervello. I labirinti dell'intelligenza biologica, Giunti, Firenze, 1986.
- Dalle molecole al cervello: le frontiere delle neurobiologia, Giunti-Barbera, Firenze, 1987.
- Per puro caso, Leonardo Editore, Milano, 1989 (Edizioni Euroclub, Milano, 1990; Edizioni Dedalo, Bari, 2012).
- Il tempo ritrovato. La memoria e le neuroscienze, Edizioni Theoria, Roma, 1990.
- Psychobiology of Stress (Edited with Stefano Puglisi-Allegra), Kluwer Academic Publishers, Boston, 1990.
- Neanderthal, Leonardo, Milano, 1993.
- La persona, la sessualità, l'amore, Loescher, Torino, 1994.
- Ricordi individuali, memorie collettive, Einaudi, Torino, 1994.
- Biologia e filosofia della mente, Laterza, Roma-Bari, 1995.
- Esplorare la mente. Il cervello tra filosofia e biologia. Raffaello Cortina, Milano, 1999.
- L'arte di pensare, Rizzoli, Milano, 1997.
- Nei labirinti della mente (con Anna Oliverio Ferraris), Laterza, Roma-Bari, 1998.
- L'arte di ricordare, Rizzoli, Milano, 1998.
- L'arte di imparare, Rizzoli, Milano, 1999.
- La mente. Istruzioni per l'uso, Rizzoli, Milano, 2001.
- Prima lezione di neuroscienze, Laterza, Roma-Bari, 2002 (seconda edizione, 2008).
- Dove ci porta la scienza, Laterza, Roma-Bari, 2003.
- Memoria e oblio, Rubbettino, Soveria Mannelli, 2003.
- Le età della mente (con Anna Oliverio Ferraris), Rizzoli, Milano, 2004, 2021.
- Istruzioni per restare intelligenti, Rizzoli, Milano, 2005.
- Come nasce un'idea, Rizzoli, Milano, 2006.
- Psicologia. I motivi del comportamento umano (con Anna Oliverio Ferraris), Zanichelli, Bologna, 2007.
- Geografia della mente. Territori cerebrali e comportamenti umani, Raffaello Cortina, Milano, 2008.
- La vita nascosta del cervello, Giunti, Firenze, 2009.
- Cervello, Bollati Boringhieri, Torino, 2011.
- Neuropedagogia. Cervello, esperienza, apprendimento, Giunti, Firenze, 2012.
- Immaginazione e memoria. Fantasia e realtà nei processi mentali, Mondadori Università, Milano, 2013.
- Psyché (con Anna Oliverio Ferraris e Albertina Oliverio), Zanichelli, Bologna, 2014.
- Più forti delle avversità. Individui e organizzazioni resilienti (con Anna Oliverio Ferraris), Bollati Boringhieri, Torino, 2014.
- Il cervello che impara. Neuropedagogia dall'infanzia alla vecchiaia, Giunti, Firenze, 2017.
- La scienza e l'immaginario. Un'introduzione (con Anna Oliverio Ferraris), Albani, Bologna, 2021.